# ジャパンラグビー リーグワン ライジング
ジャパンラグビー リーグワン ライジング（JAPAN RUGBY LEAGUE ONE RISING）は、ジャパンラグビーリーグワンの選手育成を主な目的とする大会である。2025年9月27日から10月11日まで3週にわたり開催する。

## 概要
【2025年大会の概要】試合ルールや実施要項は2025年8月下旬頃に発表予定。2025年7月25日現在
- 主催：公益財団法人日本ラグビーフットボール協会および一般社団法人ジャパンラグビーリーグワン
- 主管：一般社団法人ジャパンラグビーリーグワン
- 大会方式：参加チームを3つのエリアに分け、エリア内で異なるクラブと2試合行う（原則としてホームとビジターを変える）。順位や優勝チームの決定を行わない。
- 選手登録：30人以下。リーグワン公式戦出場回数が15試合以下の選手を原則5名以上登録する。カテゴリによる登録・出場の制限を設けない。
- 表彰：両チームのゲームキャプテンが、相手チームからそれぞれプレーヤー・オブ・ザ・マッチを１名ずつ選出し、表彰する。
- 参加チーム：20チーム（6チームは不参加）
- 試合数：全20試合（各チーム2試合）
- 2026年以降については改めて検討を行う[2]。

## 経緯
2024年11月28日、一般社団法人ジャパンラグビーリーグワンは、2024-25シーズンから2027-28シーズンまでの4年間での計画を発表し、2025-26シーズンに「若手育成リーグ」の開設を予定していた。
2025年5月、開催時期を2025年9月から10月までと発表した。リーグワン所属チーム（26チーム）のうち、各拠点をもとに東（10チーム）・中（4チーム）・西（6チーム）に分かれて対戦し、20チームにより20試合の実施を予定。6チームは不参加であることが明らかになった。
2025年7月25日、リーグ名「JAPAN RUGBY LEAGUE ONE RISING（ジャパンラグビー リーグワン ライジング）」を発表。2025年大会では順位や優勝チームの決定を行わず、2026年以降については改めて検討を行うとした。キックオフ時間と観戦情報は8月中旬、試合ルールや実施要項は8月下旬頃に発表予定。

## 目的
2025年7月25日現在。出典：
- 若手選手や出場機会が限定されている選手について、出場機会確保と、新たな有望選手の発掘を主な目的とする。
- 大会名「RISING」については、「上昇、成長する、前途有望な」という意味にもとづき、リーグワンおよび日本ラグビー界の将来へつなげる意志を込めた。
- ライジングへの出場を通して、チームが新たな戦力を発掘することも期待している。

## 出場チーム
2025年大会のチーム。チーム名は五十音順。出典：
| 東                             | 中                         | 西                             | 出場なし                       |
| NECグリーンロケッツ東葛        | 静岡ブルーレヴズ           | 九州電力キューデンヴォルテクス | 浦安D-Rocks                    |
| クボタスピアーズ船橋・東京ベイ | トヨタヴェルブリッツ       | 中国電力レッドレグリオンズ     | コベルコ神戸スティーラーズ     |
| クリタウォーターガッシュ昭島   | 豊田自動織機シャトルズ愛知 | 花園近鉄ライナーズ             | 埼玉パナソニックワイルドナイツ |
| 狭山セコムラガッツ             | 三重ホンダヒート           | マツダスカイアクティブズ広島   | 東京サントリーサンゴリアス     |
| 清水建設江東ブルーシャークス   |                            | ルリーロ福岡                   | 東芝ブレイブルーパス東京       |
| 日本製鉄釜石シーウェイブス     |                            | レッドハリケーンズ大阪         | 横浜キヤノンイーグルス         |
| 日野レッドドルフィンズ         |                            |                                |                                |
| 三菱重工相模原ダイナボアーズ   |                            |                                |                                |
| ヤクルトレビンズ戸田           |                            |                                |                                |
| リコーブラックラムズ東京       |                            |                                |                                |

## 日程
2025年大会の対戦日程。2025年7月25日現在
3週かけて、20試合を行う。各チーム、原則としてホスト・ビジターを変えて2試合を行う。狭山セコムラガッツとマツダスカイアクティブズ広島は、会場確保の都合上、ホスト開催なし。
試合ルールや実施要項は8月下旬頃に発表予定。
| 週    | 対戦日       | キックオフ | エリア | ホスト                         |    | ビジター                       | 会場                                 | 観戦                      | 入場料 | 備考 |
| ----- | ------------ | ---------- | ------ | ------------------------------ | -- | ------------------------------ | ------------------------------------ | ------------------------- | ------ | ---- |
| 第1週 | 9月27日(土)  | 14:30      | 東     | 三菱重工相模原ダイナボアーズ   | vs | リコーブラックラムズ東京       | 三菱重工相模原グラウンド             | 可能                      | 無料   |      |
| 第1週 | 9月27日(土)  | 12:00      | 東     | 日本製鉄釜石シーウェイブス     | vs | クボタスピアーズ船橋・東京ベイ | 釜石鵜住居復興スタジアム             | 可能                      | 無料   |      |
| 第1週 | 9月27日(土)  | 12:00      | 東     | クリタウォーターガッシュ昭島   | vs | 日野レッドドルフィンズ         | 栗田工業昭島グラウンド               | 可能                      | 無料   |      |
| 第1週 | 9月27日(土)  | 16:00      | 東     | ヤクルトレビンズ戸田           | vs | 狭山セコムラガッツ             | ヤクルト戸田総合グラウンド           | 可能                      | 無料   |      |
| 第1週 | 9月27日(土)  | 15:00      | 中     | 静岡ブルーレヴズ               | vs | 豊田自動織機シャトルズ愛知     | 草薙総合運動場球技場                 | ファンクラブ 会員のみ可能 | 無料   |      |
| 第1週 | 9月27日(土)  | 15:00      | 西     | レッドハリケーンズ大阪         | vs | 九州電力キューデンヴォルテクス | ドコモ大阪南港グラウンド             | 可能                      | 無料   |      |
| 第1週 | 9月27日(土)  | 18:00      | 西     | 中国電力レッドレグリオンズ     | vs | マツダスカイアクティブズ広島   | 中国電力坂グラウンド                 | 可能                      | 無料   |      |
| 第1週 | 9月28日(日)  | 15:00      | 中     | 三重ホンダヒート               | vs | トヨタヴェルブリッツ           | 熊野市山崎運動公園                   | 可能                      | 無料   |      |
| 第2週 | 10月4日(土)  | 13:00      | 東     | NECグリーンロケッツ東葛        | vs | 日本製鉄釜石シーウェイブス     | 印西市松山下公園                     | 可能                      | 無料   |      |
| 第2週 | 10月4日(土)  |            | 東     | 日野レッドドルフィンズ         | vs | 清水建設江東ブルーシャークス   | 日野自動車総合グラウンド             | 可能                      | 無料   |      |
| 第2週 | 10月4日(土)  | 16:00      | 中     | トヨタヴェルブリッツ           | vs | 静岡ブルーレヴズ               | トヨタスポーツセンター               | 可能                      | 有料   |      |
| 第2週 | 10月4日(土)  | 13:00      | 西     | 花園近鉄ライナーズ             | vs | マツダスカイアクティブズ広島   | 東大阪市花園ラグビー場 第2グラウンド |                           |        |      |
| 第2週 | 10月4日(土)  | 15:00      | 西     | 九州電力キューデンヴォルテクス | vs | ルリーロ福岡                   | JAPAN BASE                           | 可能                      | 無料   |      |
| 第2週 | 10月5日(日)  | 14:00      | 東     | クボタスピアーズ船橋・東京ベイ | vs | 三菱重工相模原ダイナボアーズ   | 重兵衛スポーツフィールド中台         | 可能                      | 無料   |      |
| 第3週 | 10月11日(土) |            | 東     | リコーブラックラムズ東京       | vs | NECグリーンロケッツ東葛        | リコー総合グラウンド                 |                           |        |      |
| 第3週 | 10月11日(土) | 17:00      | 東     | 清水建設江東ブルーシャークス   | vs | 狭山セコムラガッツ             | 清水建設荏田グラウンド               | 可能                      | 無料   |      |
| 第3週 | 10月11日(土) | 13:00      | 東     | ヤクルトレビンズ戸田           | vs | クリタウォーターガッシュ昭島   | ヤクルト戸田総合グラウンド           | 可能                      | 無料   |      |
| 第3週 | 10月11日(土) | 13:00      | 中     | 豊田自動織機シャトルズ愛知     | vs | 三重ホンダヒート               | 豊田自動織機逢妻グラウンド           | 可能                      | 無料   |      |
| 第3週 | 10月11日(土) | 14:30      | 西     | 花園近鉄ライナーズ             | vs | レッドハリケーンズ大阪         | 東大阪市花園ラグビー場 第2グラウンド |                           |        |      |
| 第3週 | 10月11日(土) | 13:00      | 西     | ルリーロ福岡                   | vs | 中国電力レッドレグリオンズ     | 久留米総合スポーツセンター           | 可能                      | 無料   |      |

ジャパンラグビーリーグワン2025-26は、2025年12月13日から開催する。